# Marian Vasiliev
Marian Vasiliev (n. 20 februarie 1970

) este un senator român, ales în 2012. 